# Гельмец
Гельме́ц — село в Рутульском районе Дагестана. Центр Гельмецинского сельского поселения.

## География
Село расположено у подножья Гельмец-Ахтынского хребта, при впадении реки Курдул в Самур. Ближайшие сёла — Цахур, Кина, Курдул.

## Внешний вид
К. Ф. Ганн в своем путешествии по Дагестану заметил, что:

«аул Гелмец, как почти аулы Дагестана, построен подобно орлиному гнезду, на высокой скале. Удивительная чистота царила в этом ауле»— Ганн К.Ф. Путешествие в Кахетию и Дагестан
Ботаник Н. И. Кузнецов, который побывал в селе в 1911 году, описал его:

Этот аул стоит высоко на правом берегу Самура и до него от Курдула всего 5 верст. Гелмец-аул — крупный, большой, куда больше маленького горного аула Курдула, расположенного, как ласточкино гнездо, высоко по склону горы. Гелмец тоже высоко расположен над Самуром и долиной Чирасны-чая. Точно крепость сторожит он и сравнительно узкую долину Чирасны-чая, и широкую долину Самура. С плоских крыш аула открывается чудная панорама гор. Налево, по западу видны высокие снеговые горы Дюльты-даго с их ледниками и вечными снегами. Прямо перед нами крутой склон хребта, отделяющего бассейн Белого Самура от бассейна чёрного Самура.— Кузнецов Н.И. В дебрях Дагестана

## Население
| 1895 | 1926 | 1939 | 1970 | 1989 | 2002 | 2010 |
| ---- | ---- | ---- | ---- | ---- | ---- | ---- |
| 368  | ↗403 | ↗408 | ↗465 | ↗550 | ↗569 | ↗609 |
| 2021 |      |      |      |      |      |      |
| ↘536 |      |      |      |      |      |      |

Моноэтническое цахурское село. Жители говорят на гельмецском диалекте цахурского языка.
По семейным спискам 1864 года в Гелмеце проживало 38 семей, из них 113 мужчин и 115 женщин 373; а по данным 1873 года — 46 хозяйств, соответственно — 141 мужчина и 185 женщин.
Гельмец делится на следующие тухумы:
1. Индевява
2. Лелева
3. Дёньдиева
4. Гъуйданова
5. Арабар
6. Кьамаштьилева
7. Софиева
8. Сурайукъова
9. Ажява
10. Халилява
11. Эскарова
12. Дерзиева 
13. Хьамидева
14. Секева
15. Бег-Ахмадова
16. Мажидева
17. Джибилер
18. Михьова
19. Йокьубо
20. Алимова
22. Чаракар
23. Чьарарар
24. Уммаханова
25. Ахсахова
26. Ширынëва
Представители вышеперечисленных тухумов на данный период времени проживают на территории села.

## История
Селение Гелмец, как свидетельствует полевой материал, было основано не позже V—VI вв. Оно занимает очень важное географическое положение на дороге, ведущей из Закатальского, Кахского районов в Горный Магал. Дорога через Гелмец в Цахур была наиболее близкой, и здесь проходил торговый путь.
В 1839—1929 гг. село входило в состав Самурского округа. В 1929 году вошло в состав новообразованного Рутульского района Республики Дагестан.